# Лавров, Иван Михайлович (градоначальник)
Иван Михайлович Лавров, на флоте Лавров 2-й (28 марта [9 апреля] 1840, Говорово, Великолукский уезд, Псковская губерния — 1917, Российская империя) — русский морской офицер, адмирал (1906). Градоначальник Севастополя с 1891 года.

## Биография
Иван Михайлович Лавров, сын адмирала Михаила Андреевича (Андриановича) Лаврова, родился 28 марта 1840 году в родовом имении в селе Говорово Великолукского уезда (позднее Руновская волость Новосокольнического района). Брат генерал-лейтенант В. М. Лавров. Был крещен в Покровской церкви города Великие Луки.
2 декабря 1848 года он был определён в Александровский кадетский корпус, а 5 сентября 1851 года переведен в Морской кадетский корпус. Произведен в гардемарины 10 мая 1855 года, в унтер-офицеры 15 сентября 1855 года, в мичманы 13 сентября 1857 с назначением в 18-й флотский экипаж. Окончил курс в офицерском классе 26 марта 1860 года. За усердное окончание наук в офицерском учебном классе Морского кадетского корпуса на основании приказа пожалован 28-дневным отпуском. В 1864 году на клипере «Яхонт» участвовал в работах по снятию с мели клипера «Всадник» и за отличное усердие и распорядительность объявлена 9 ноября 1864 года Монаршая благодарность.
Приказом коменданта Кронштадтской крепости И. М. Лавров был назначен командиром второй роты 28 августа 1869 года. Произведен в капитан-лейтенанты 16 апреля 1872 года. Приказом его императорского величества 15 апреля 1875 года Иван Михайлович был назначен старшим офицером на фрегат «Петропавловск». С 20 февраля 1878 года а чуть позже командиром клипера «Наездник». Циркуляром штаба главного командира Кронштадтского порта назначен на должность начальника отряда миноносок, находящихся в Кронштадте. Произведен в капитаны 1-го ранга с назначением 1 января 1886 года на должность командира фрегата «Князь Пожарский».
Приказом исполняющего должность командира севастопольского порта 2 сентября 1890 года И. М. Лавров назначен на должность командира 2-го Черноморского его королевского высочества Герцога Эдинбургского экипажа. Высочайшим приказом по Морскому ведомству произведен в контр-адмиралы за отличие по службе с назначением на должность командира Севастопольского порта и Севастопольского градоначальника 1 января 1891 года. За особый порядок и распорядительность во время трехдневного пребывания императора Александра III с семьей ему была объявлена монаршая благодарность 10 мая 1893 года.
6 декабря 1897 г. произведен в вице-адмиралы. Высочайшим приказом по Морскому ведомству от 17 мая 1899 года И. М. Лавров был назначен комендантом Кронштадтской крепости. Был членом Александровского комитета о раненых 3 апреля 1903 года. Высочайшим приказом уволен со службы с производством в адмиралы 3 января 1906 года.
По выходе в отставку И. М. Лавров вернулся на родину, в село Говорово Великолукского уезда. Здесь, ещё в 1890-х годах, И. М. Лавров стал попечителем Настецкого земского училища Великолукского уезда. Построенному в начале двадцатого столетия новому зданию училища было дано название Михайло-Говорского. На постройку этого здания Лавровым было пожертвовановано 4 714 рублей (при смете изначально 4 299 рублей). всемерно заботился о своих подопечных. Наряду с личными посещениями училища Лавров организовывал различные благотворительные мероприятия для школьного коллектива, на свои средства адмирал устраивал для опекаемых чаепития, организовывал проведение школьных праздников.
3 января 1906 года произведён в полные адмиралы. Умер в 1917 году в возрасте 76 лет.

## Награды
За период службы Иван Михайлович Лавров стал кавалером многочисленных орденов: Святого Владимира 2, 3 и 4-й степеней, Святой Анны 1 и 2-й степеней, Святого Станислава 1, 2 и 3-й степеней с императорской короной. Адмирал был отмечен и наградами других государств: шведским кавалерским крестом ордена Святого Олафа, португальским кавалерским орденом Иисуса Христа, бразильским кавалерским орденом «За спасение погибавших», бухарским золотым орденом «Восходящей звезды» 1-й степени. И. М. Лавров был награждён медалями: «За спасение погибавших», бронзовой медалью «В память войны 1853—1856 гг.», серебряной медалью «В память царствования Императора Александра III», бронзовыми медалями «За труды по 1-й всеобщей переписи населения» и «Воспитанникам военных учебных заведений в память Николая I». Почетные знаки: «Отличия беспорочной службы за XL лет» и знаком в память 200-летнего юбилея Кронштадтской крепости.

## Семья
Жена — Елена (1859, Санкт-Петербург—1930-е, Ленинград), дочь А.М.Берха.
Сыновья: 
- Михаил Иванович Лавров (1873–1904), один из первых военных летчиков России, погиб при обороне Порт-Артура. Кавалер ордена Святой Анны 3-й степени с мечами и бантом «за отличие в делах против неприятеля»[1].
- Георгий Иванович Лавров (1889–1917), один из первых русских морских летчиков, лейтенант. Служил на Балтийском и Черноморском флотах, погиб в авиакатастрофе.